# Becaruda
Becaruda o també becarut, becarrut, boqueruda o boterut, volent dir, bàsicament, "arbre amb fruit lleugerament assimètric", és una varietat d'olivera que s'anomena així per la forma de bec del seu fruit. Pel que fa a la seva distribució, trobem oliveres becarudes a l'Alt Penedès, al Baix Penedès, a l'Alt Camp i al Baix Llobregat. Algun exemplar existeix també a Terrassa i a Ullastrell, al Vallès Occidental. A aquest darrer poble es fa una fira especialment dedicada a aquest producte cada gener. Antigament, i per aprofitar l'espai, la varietat becaruda se solia plantar típicament als marges dels horts o als voltants dels camps que tenien assignat un altre conreu. Això és així perquè aquesta varietat va ser menystinguda durant una època en què es va fer famosa la frase "becarut, poc i brut." Durant aquesta època, l'olivera arbequina va guanyar terreny a tota la zona de la becaruda. Avui en dia, pagesos, productors d'oli i cuiners de prestigi de les comarques mencionades han sabut veure les aptituds d'aquest producte local i han apostat per promocionar-lo. La dita s'ha capgirat i ara s'acostuma a dir "el becarut és collonut." La majoria d'arbres que queden d'aquesta varietat són, en la seva gran majoria, centenaris tot i que, com que s'està recuperant, avui dia consten també unes 150 hectàrees d'arbres d'aquesta mena a la zona abans descrita.

## Característiques agronòmiques
L'olivera becaruda és un arbre androestèril amb maduració de fruit primerenca, amb olives de color negre en plena maduració, amb producció un poc alternant, classificada com a vigorosa i de port obert el fruit de la qual es conrea tan per servir a taula com per a l'oli. De fet, la producció de la varietat d'oli becaruda, sovint anomenada "l'oli de l'oblit", molt limitat en quantitat i pensat especialment per a amanides, ha estat recentment recuperat i és cada vegada més apreciat a la zona que li és pròpia. L'oli becarut té fruitat mitjà, tast més madur que verd, amb connotacions de fruita seca, herba tallada i poma. Es defineix com a marcadament suau i dolç, i no té una vida especialment llarga encara que té un alt contingut en polifenols.